# Ōta Sukemune
Ōta Sukemune est un nom japonais traditionnel ; le nom de famille (ou le nom d'école), Ōta , précède donc le prénom (ou le nom d'artiste).
Ōta Sukemune (太田 資宗, 27 décembre 1600-22 février 1680) est un daimyō du début de l'époque d'Edo du Japon. Son titre de courtoisie est Bitchu no kami.

## Biographie
Ōta Sukemune est le deuxième fils d'Ōta Shigemasa, samouraï de l'époque Sengoku et descendant d'Ōta Dōkan, entré au service de Tokugawa Ieyasu après la chute du clan Go-Hōjō en 1590. Eisho-en, sœur aînée de Shigemasa, devient plus tard l'un des concubines de Ieyasu.
Sukemune est présenté à Tokugawa Ieyasu à l'âge de sept ans lors d'une audience solennelle en 1606. À la mort de son père en 1610, il est confirmé à la tête du clan Ōta et hérite des avoirs de son père d'une valeur de 5 600 koku dans la région de Kantō. En 1615, il reçoit le titre de courtoisie de Settsu-no-kami et le rang de cour de 5e inférieur. Il continue au service de Ieyasu, reçoit diverses commissions mineures dans la hiérarchie du shogunat Tokugawa et, en 1633, est l'un des premiers wakadoshiyori.
En 1635, Sukemune est récompensé avec des propriétés dans la province de Shimotsuke d'une valeur estimée de 10 000 koku, qui, ajoutés aux 5 600 koku déjà assurés, lui permettent de devenir daimyō du domaine de Yamakawa nouvellement créé. Son titre de courtoisie est alors changé en Bitchu-no-kami. En 1638, le domaine de Yamakawa est supprimé lorsque Sukemune est transféré au domaine de Nishio dans la province de Mikawa avec une augmentation de revenus de 35 000 koku. De 1641 à 1643, il exerce la fonction de bugyō et supervise le travail du philosophe néoconfucéen Hayashi Razan.
En 1644, Sukemune est transféré au domaine de Hamamatsu, affectation plus prestigieuse mais avec le même revenu de 35 000 koku. Il se retire de la vie publique en 1671, laissant le domaine à son second fils, Ōta Suketsugu.
Sukemune est marié à une fille adoptée d'Itakura Shigemune, un Kyoto shoshidai.

## Source de la traduction
- (en) Cet article est partiellement ou en totalité issu de l’article de Wikipédia en anglais intitulé « Ōta Sukemune » (voir la liste des auteurs).